# Victoria von Schweden

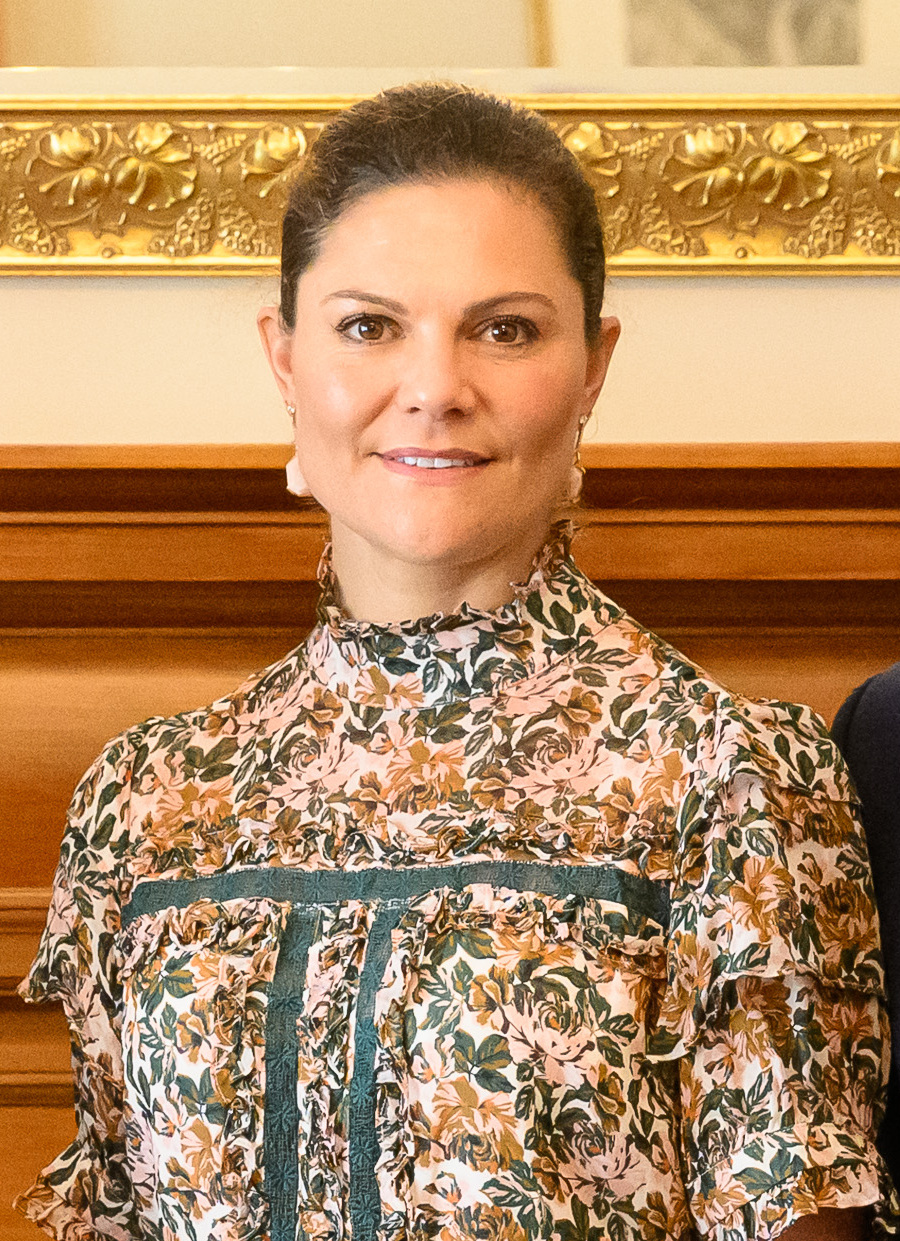
Victoria von Schweden (2023)

Victoria Ingrid Alice Désirée, Kronprinzessin von Schweden, Herzogin von Västergötland (* 14. Juli 1977 in Solna), ist als ältestes Kind von König Carl XVI. Gustaf und Königin Silvia die Kronprinzessin des Königreiches Schweden. Sie gehört dem Hause Bernadotte an.

## Leben

### Geburt und Schule
Victoria kam im Karolinska-Krankenhaus in Solna in der Nähe Stockholms zur Welt und wurde am 27. September 1977 in der Schlosskirche getauft. Sie hat zwei Geschwister, Prinz Carl Philip (* 13. Mai 1979) und Prinzessin Madeleine (* 10. Juni 1982).
Prinzessin Victoria besuchte in den Jahren 1982 bis 1984 die Vorschule der Kirchengemeinde Västerled im Stockholmer Stadtteil Bromma. Ab 1984 absolvierte sie in Bromma die Grundschule Smedslättskolan und anschließend die Ålstensskolan, später das Enskilda Gymnasiet in Stockholm, wo sie 1996 ihr Abitur ablegte. Ihre deutschen und englischen Sprachkenntnisse verbesserte sie im Verlauf von Sommerferienaufenthalten in den USA und in Deutschland.
Sie wurde 1992 in der Gemeinde Räpplinge auf der Insel Öland konfirmiert.
Wegen einer Legasthenie hatte sie große Probleme in ihrer Schulzeit. 1998 wurde bekannt, dass die Kronprinzessin an Magersucht litt; als Grund wurde die ständige Beobachtung durch die Presse genannt. Seit ihrer Rückkehr aus den USA im Jahr 2000 gilt sie als genesen.

### Studium und weitere Ausbildung
1996 bis 1997 erlernte Victoria Französisch an der Université Catholique de l’Ouest in Angers. Von 1998 bis 2000 studierte sie Politikwissenschaft und Geschichte an der US-amerikanischen Yale University.
Ihre Vorbereitung auf das künftige Amt als Königin geschieht vor allem durch verschiedene speziell gestaltete Praktika: 1997 machte Victoria ein Praktikum bei Regierung und Reichstag, um deren Arbeitsweise besser kennenzulernen. Während ihres Studiums in den USA verbrachte sie einen Monat an der schwedischen Botschaft in Washington, D.C. sowie zwei Monate bei den Vereinten Nationen. 2001 war sie in die schwedische EU-Ratspräsidentschaft eingebunden, im Herbst dieses Jahres machte sie erneut ein Praktikum bei der schwedischen Regierung. 2002 war sie Praktikantin bei der Schwedischen Außenhandelskammer in Berlin und in Paris. 2003 verbrachte Victoria bei verschiedenen schwedischen Unternehmen. 2006 und 2007 absolvierte die Kronprinzessin eine diplomatische Ausbildung im schwedischen Außenministerium.
Im Jahr 2003 absolvierte die Kronprinzessin eine militärische Grundausbildung. Im August 2024 begann sie eine dreijährige Ausbildung zur Spezialoffizierin der schwedischen Streitkräfte.

### Ehe und Familie

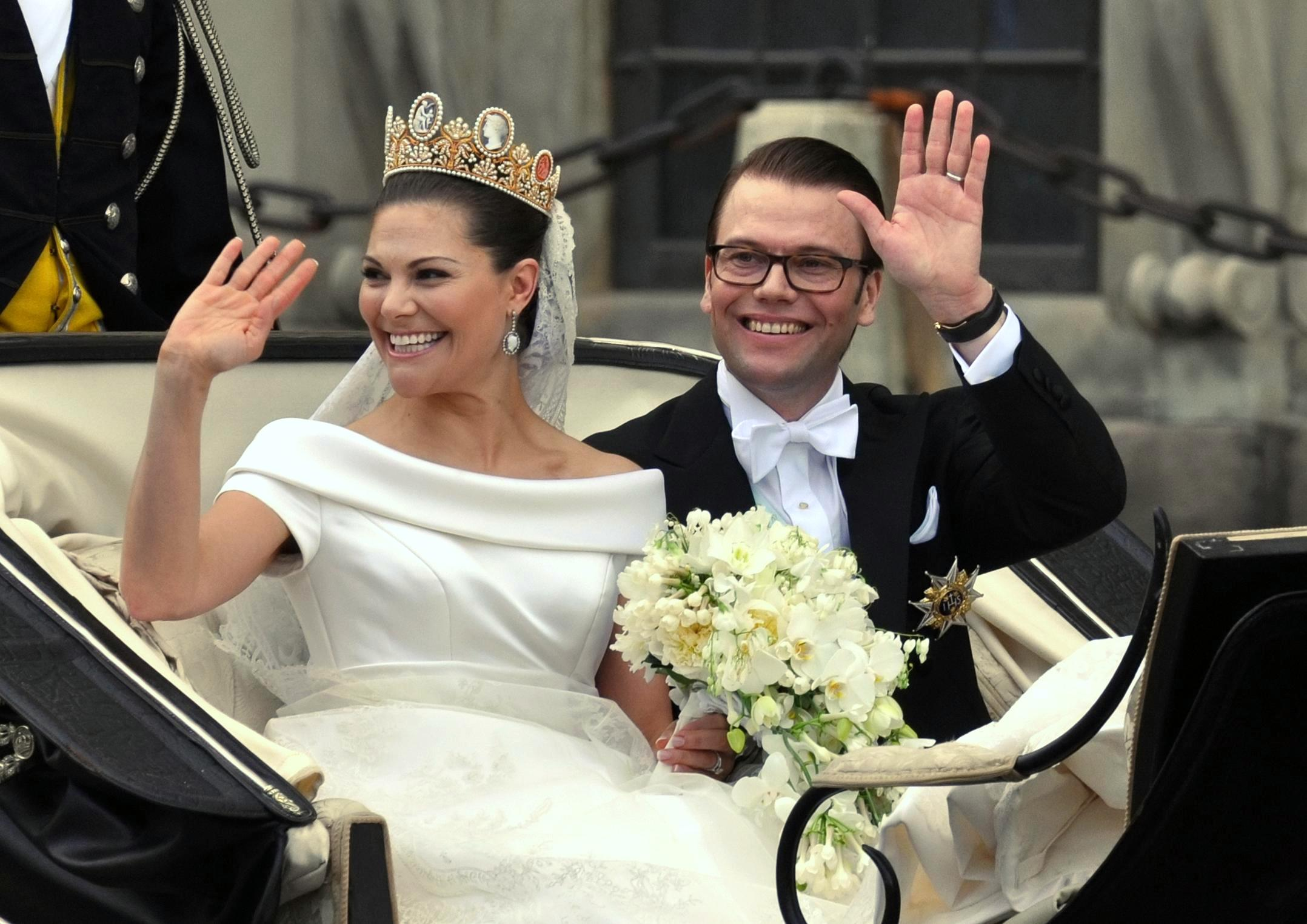
Victoria und Daniel von Schweden nach ihrer Hochzeit
(19. Juni 2010)

Kronprinzessin Victoria war ab 2002 mit Daniel Westling (* 15. September 1973) liiert. Die Verlobung wurde am 24. Februar 2009 bekannt gegeben. Das Paar heiratete am 19. Juni 2010 in der Stockholmer Nikolaikirche (Storkyrkan).
Bei ihrer Hochzeit trug Kronprinzessin Victoria das Kamée-Diadem, ein Pariser Diadem aus Gold, Perlen und den Bildern des Amor und der Psyche. Dieses soll 1809 ein Geschenk Napoleon Bonapartes an seine erste Ehefrau, Kaiserin Joséphine, gewesen und durch deren Enkelin Josephine von Leuchtenberg ins schwedische Königshaus gekommen sein. Bereits Victorias Mutter, Königin Silvia, trug dieses Diadem bei ihrer Hochzeit im Jahr 1976.
Am 23. Februar 2012 brachte Victoria die Tochter Estelle Silvia Ewa Mary, Herzogin von Östergötland, zur Welt. Diese steht nach ihrer Mutter auf Platz zwei der schwedischen Thronfolge. Am 2. März 2016 brachte Victoria ein zweites Kind, einen Jungen, Oscar Carl Olof, Herzog von Skåne, zur Welt.
Victoria hat zahlreiche Patenkinder, darunter ihre Nichte Prinzessin Leonore von Schweden, ihren Neffen Prinz Alexander von Schweden, Prinzessin Ingrid Alexandra von Norwegen, Catharina-Amalia von Oranien-Nassau, Kronprinzessin der Niederlande, Kronprinz Christian zu Dänemark, Prinzessin Eléonore von Belgien und Prinz Konstantinos-Alexios von Griechenland und Dänemark.

## Erbfolgeregelung
Kronprinzessin Victoria ist Thronfolgerin gemäß dem schwedischen Thronfolgegesetz in der Fassung vom 1. Januar 1980. Bis zu diesem Zeitpunkt galt ausschließlich die männliche Erbfolge. Bereits vor der Geburt von Prinzessin Victoria hatte der Reichstag eine Untersuchung zu einer entsprechenden Änderung des Thronfolgegesetzes in Auftrag gegeben; die Meinungen der Parlamentarier dazu gingen auseinander. Einige sprachen sich prinzipiell gegen die weibliche Thronfolge aus, andere wollten eine Thronfolgerin akzeptieren, wenn der König keinen Sohn bekommen würde, Dritte verlangten, dass grundsätzlich das jeweils erste Kind die Nachfolge antreten solle, unabhängig davon, ob es ein Junge oder ein Mädchen wäre. Die dritte Gruppe setzte sich durch. Mit Inkrafttreten des neuen Gesetzes 1980 wurde Victorias Bruder Carl Philip der Titel als Kronprinz aberkannt.
Victoria steht als Urenkelin von Prinzessin Margaret von Connaught in der britischen Thronfolge.

## Offizielle Aufgaben

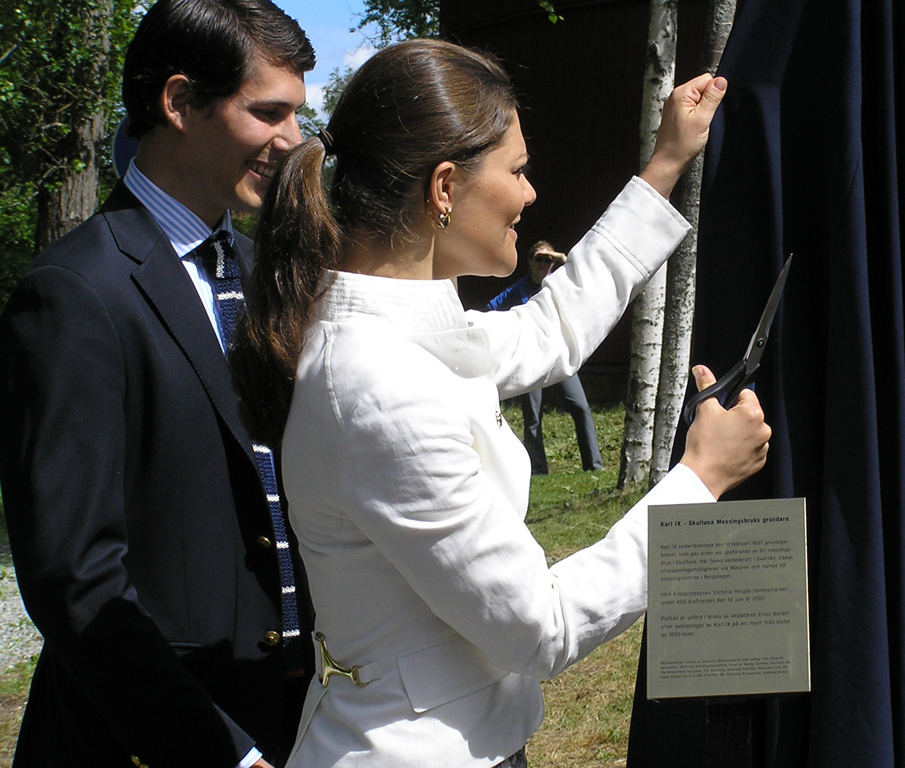
Victoria von Schweden bei der Enthüllung einer Statue 2007

Die Kronprinzessin unterstützt den König bei seinen repräsentativen Aufgaben. Sie ist stets bei der Verleihung des Nobelpreises, dem schwedischen Nationalfeiertag und anderen Feierlichkeiten anwesend. Ihr Interesse gilt insbesondere der Entwicklungs- und der Friedenspolitik. Seit 2001 unternimmt sie offizielle Auslandsbesuche als Vertreterin des Monarchen: 2001 besuchte sie Japan, 2002 den Kosovo, 2003 Ägypten und die USA, 2004 Saudi-Arabien und Ungarn, 2005 Australien, China und die Türkei, 2006 Brasilien, 2008 Dubai und Luxemburg, 2011 Deutschland.
Victoria hat seit 2004 – wie der König und die Königin – einen eigenen Hofstaat, der ihr offizielles Programm organisiert. Sie residiert seit ihrer Hochzeit im Schloss Haga bei Stockholm.
Der Victoriafonden finanziert Rehabilitationsmaßnahmen für behinderte Kinder.
Kronprinzessin Victoria wurde am 17. Oktober 2023 zur UNDP-Goodwill-Botschafterin für das Entwicklungsprogramm der Vereinten Nationen (UNDP) ernannt. Als solche ist es ihre Aufgabe, die Unterstützung für die 17 Ziele für Nachhaltigkeit zu mobilisieren, die 2015 als globaler Wegweiser zur Beendigung von Armut und zur Verbesserung des Wohlergehens der Menschen und des Planeten bis 2030 festgelegt wurden.

## Titel, Wappen, Orden und Ehrungen

### Prädikat und Titel
- Ihre Königliche Hoheit Prinzessin Victoria (14. Juli 1977 bis 31. Dezember 1979)

(schwedisch: Hennes Kungliga Höghet Prinsessan Victoria, Sveriges Prinsessa)
- Ihre königliche Hoheit Kronprinzessin Victoria, Herzogin von Västergötland (seit dem 1. Januar 1980)

(schwedisch: Hennes Kungliga Höghet Kronprinsessan Victoria, Hertiginna av Västergötland)

### Wappen

Victorias Wappen

Das Wappen ist durch ein goldenes schmales Tatzenkreuz geviertelt und trägt einen Herzschild.
Der Herzschild ist gespalten. Heraldisch rechts (optisch links) das Wappen der bis 1668 regierenden Dynastie Wasa: in Blau und Rot, schrägrechts geteilt von einem Silber Schrägbalken mit einer goldenen pfahlgestellten Wasagarbe. Links das den Bernadotte von Napoleon verliehene Wappen als Fürsten von Pontecorvo: oben in Blau ein nach rechts auffliegender goldener Adler, über dem das Sternbild „Großer Wagen“ mit sieben goldenen Sternen schwebt. Darunter eine dachförmige silberne Brücke mit zwei gezinnten Türmen, die auf einem mittleren, großen und zwei kleineren Durchgängen, über einem mit silbernen Wellen geschnittenen, silbernen Feld steht.
Im ersten und vierten Feld in Blau drei (2:1) gestellte goldene Kronen (für das kleine Reichswappen Schwedens). Im zweiten Feld liegt in Blau, auf drei silbernen schräglinken Wellenbalken, ein goldener rotgezungter und -bewehrter goldgekrönter Löwe (Folkunger-Wappen). Im dritten, schräglinks geteiltem Feld in Schwarz und Gold, ein Löwe wie im zweiten, nur ungekrönt, mit verwechselten Farben, oberhalb der Teilungslinie begleitet von je einem silbernen Stern (Wappen von Västergötland).
Auf dem Schild ruht eine goldene, vierzackige Prinzenkrone mit Spitzenperlen und blauer Mütze mit Goldkronen. Zwischen den mittleren Spitzen ist eine schwarze senkrecht gestellte Wasagarbe abgebildet.
Das eigentliche Wappen wird von der Collane des Königlichen Seraphinenordens umschlossen.

### Orden und Ehrungen
| Jahr | Staat        | Orden/Ehrenzeichen                                                              |
| ---- | ------------ | ------------------------------------------------------------------------------- |
| 1995 | Schweden     | Königlicher Seraphinenorden                                                     |
| 1995 | Dänemark     | Elefanten-Orden                                                                 |
| 1995 | Norwegen     | Großkreuz des Königlich Norwegischen Ordens des heiligen Olav                   |
| 1995 | Lettland     | Großoffizier des Drei-Sterne-Ordens                                             |
| 1995 | Estland      | Orden des Marienland-Kreuzes I. Klasse                                          |
| 1995 | Litauen      | Großoffizier des Ordens des litauischen Großfürsten Gediminas                   |
| 1996 | Finnland     | Großkreuz des Finnischen Ordens der Weißen Rose                                 |
| 1997 | Österreich   | Großes Goldenes Ehrenzeichen am Bande für Verdienste um die Republik Österreich |
| 2001 | Belgien      | Großkreuz des Leopoldsordens                                                    |
| 2003 | Deutschland  | Großkreuz des Verdienstordens der Bundesrepublik Deutschland                    |
| 2004 | Island       | Großkreuz des Falkenordens                                                      |
| 2008 | Luxemburg    | Großkreuz des Ordens von Adolph of Nassau                                       |
| 2008 | Griechenland | Großkreuz des Ehrenordens                                                       |
| 2008 | Rumänien     | Großkreuz des Sterns von Rumänien                                               |
| 2011 | Estland      | Orden des weißen Sterns I. Klasse                                               |

## Vorfahren
| Ahnentafel Kronprinzessin Victoria Ingrid Alice Désirée von Schweden       | Ahnentafel Kronprinzessin Victoria Ingrid Alice Désirée von Schweden                                                                       | Ahnentafel Kronprinzessin Victoria Ingrid Alice Désirée von Schweden                                                                       | Ahnentafel Kronprinzessin Victoria Ingrid Alice Désirée von Schweden                                                                                     | Ahnentafel Kronprinzessin Victoria Ingrid Alice Désirée von Schweden | Ahnentafel Kronprinzessin Victoria Ingrid Alice Désirée von Schweden                | Ahnentafel Kronprinzessin Victoria Ingrid Alice Désirée von Schweden                | Ahnentafel Kronprinzessin Victoria Ingrid Alice Désirée von Schweden         | Ahnentafel Kronprinzessin Victoria Ingrid Alice Désirée von Schweden         |
| -------------------------------------------------------------------------- | --- | --- | --- | --- | ----------------------------------------------------------------------------------- | ----------------------------------------------------------------------------------- | ---------------------------------------------------------------------------- | ---------------------------------------------------------------------------- |
| Alt-Eltern                                                                 | König Gustav V. (1858–1950) ⚭ 1881 Prinzessin Viktoria von Baden (1862–1930)                                                               | Prinz Arthur, Duke of Connaught and Strathearn (1850–1942) ⚭ 1879 Prinzessin Luise Margareta von Preußen (1860–1917)                       | Prinz Leopold, Duke of Albany (1853–1884) ⚭ 1882 Prinzessin Helene zu Waldeck und Pyrmont (1861–1922)                                                    | Herzog Friedrich Ferdinand von Schleswig-Holstein-Sonderburg-Glücksburg (1855–1934) ⚭ 1885 Prinzessin Caroline Mathilde von Schleswig-Holstein-Sonderburg-Augustenburg (1860–1932) | Carl Louis Sommerlath (1834–1897) ⚭ ca. 1858? Anna Lucie Tille (1830–1898)          | Johann Waldau (1828–1896) ⚭ 1856 Sophie Marie Schmidt (1824–1911)                   | Joaquim Floriano de Toledo (1842–?) ⚭ 1865 Maria Julia de Barros (1849–?)    | Emiliano Baptista Soares (1852–1914) ⚭ ? Joaquina Dias Novaes (1856–?)       |
| Urgroßeltern                                                               | König Gustav VI. Adolf (1882–1973) ⚭ 1905 Prinzessin Margaret of Connaught (1882–1920)                                                     | König Gustav VI. Adolf (1882–1973) ⚭ 1905 Prinzessin Margaret of Connaught (1882–1920)                                                     | Herzog Carl Eduard von Sachsen-Coburg und Gotha (1884–1954) ⚭ 1905 Prinzessin Viktoria Adelheid von Schleswig-Holstein-Sonderburg-Glücksburg (1885–1970) | Herzog Carl Eduard von Sachsen-Coburg und Gotha (1884–1954) ⚭ 1905 Prinzessin Viktoria Adelheid von Schleswig-Holstein-Sonderburg-Glücksburg (1885–1970)                           | Louis Moritz Sommerlath (1860–1930) ⚭ 1886 Erna Sophie Christine Waldau (1864–1944) | Louis Moritz Sommerlath (1860–1930) ⚭ 1886 Erna Sophie Christine Waldau (1864–1944) | Arthur Floriano de Toledo (1873–1935) ⚭ 1900 Elisa Novaes Soares (1881–1928) | Arthur Floriano de Toledo (1873–1935) ⚭ 1900 Elisa Novaes Soares (1881–1928) |
| Großeltern                                                                 | Erbprinz Gustaf Adolf von Schweden, Herzog von Västerbotten (1906–1947) ⚭ 1932 Prinzessin Sibylla von Sachsen-Coburg und Gotha (1908–1972) | Erbprinz Gustaf Adolf von Schweden, Herzog von Västerbotten (1906–1947) ⚭ 1932 Prinzessin Sibylla von Sachsen-Coburg und Gotha (1908–1972) | Erbprinz Gustaf Adolf von Schweden, Herzog von Västerbotten (1906–1947) ⚭ 1932 Prinzessin Sibylla von Sachsen-Coburg und Gotha (1908–1972)               | Erbprinz Gustaf Adolf von Schweden, Herzog von Västerbotten (1906–1947) ⚭ 1932 Prinzessin Sibylla von Sachsen-Coburg und Gotha (1908–1972)                                         | Walther Sommerlath (1901–1990) ⚭ 1925 Alice de Toledo Sommerlath (1906–1997)        | Walther Sommerlath (1901–1990) ⚭ 1925 Alice de Toledo Sommerlath (1906–1997)        | Walther Sommerlath (1901–1990) ⚭ 1925 Alice de Toledo Sommerlath (1906–1997) | Walther Sommerlath (1901–1990) ⚭ 1925 Alice de Toledo Sommerlath (1906–1997) |
| Eltern                                                                     | König Carl XVI. Gustaf (* 1946) ⚭ 1976 Silvia Renate Sommerlath (* 1943)                                                                   | König Carl XVI. Gustaf (* 1946) ⚭ 1976 Silvia Renate Sommerlath (* 1943)                                                                   | König Carl XVI. Gustaf (* 1946) ⚭ 1976 Silvia Renate Sommerlath (* 1943)                                                                                 | König Carl XVI. Gustaf (* 1946) ⚭ 1976 Silvia Renate Sommerlath (* 1943) | König Carl XVI. Gustaf (* 1946) ⚭ 1976 Silvia Renate Sommerlath (* 1943)            | König Carl XVI. Gustaf (* 1946) ⚭ 1976 Silvia Renate Sommerlath (* 1943)            | König Carl XVI. Gustaf (* 1946) ⚭ 1976 Silvia Renate Sommerlath (* 1943)     | König Carl XVI. Gustaf (* 1946) ⚭ 1976 Silvia Renate Sommerlath (* 1943)     |
| Victoria, Kronprinzessin von Schweden, Herzogin von Västergötland (* 1977) | | | | |                                                                                     |                                                                                     |                                                                              |                                                                              |

## Beliebtheit in Deutschland
In dem Ende 2011 vom Institut Forsa im Auftrag der Zeitschrift Frau im Spiegel aufgestellten Prinzessinnen-Ranking wurde Victoria in einer repräsentativen Umfrage zu der bei deutschen Frauen beliebtesten Prinzessin gewählt. Sie verwies die damalige Prinzessin Máxima der Niederlande und Catherine Herzogin von Cambridge auf die Plätze 2 und 3.